# Jenni Haukio

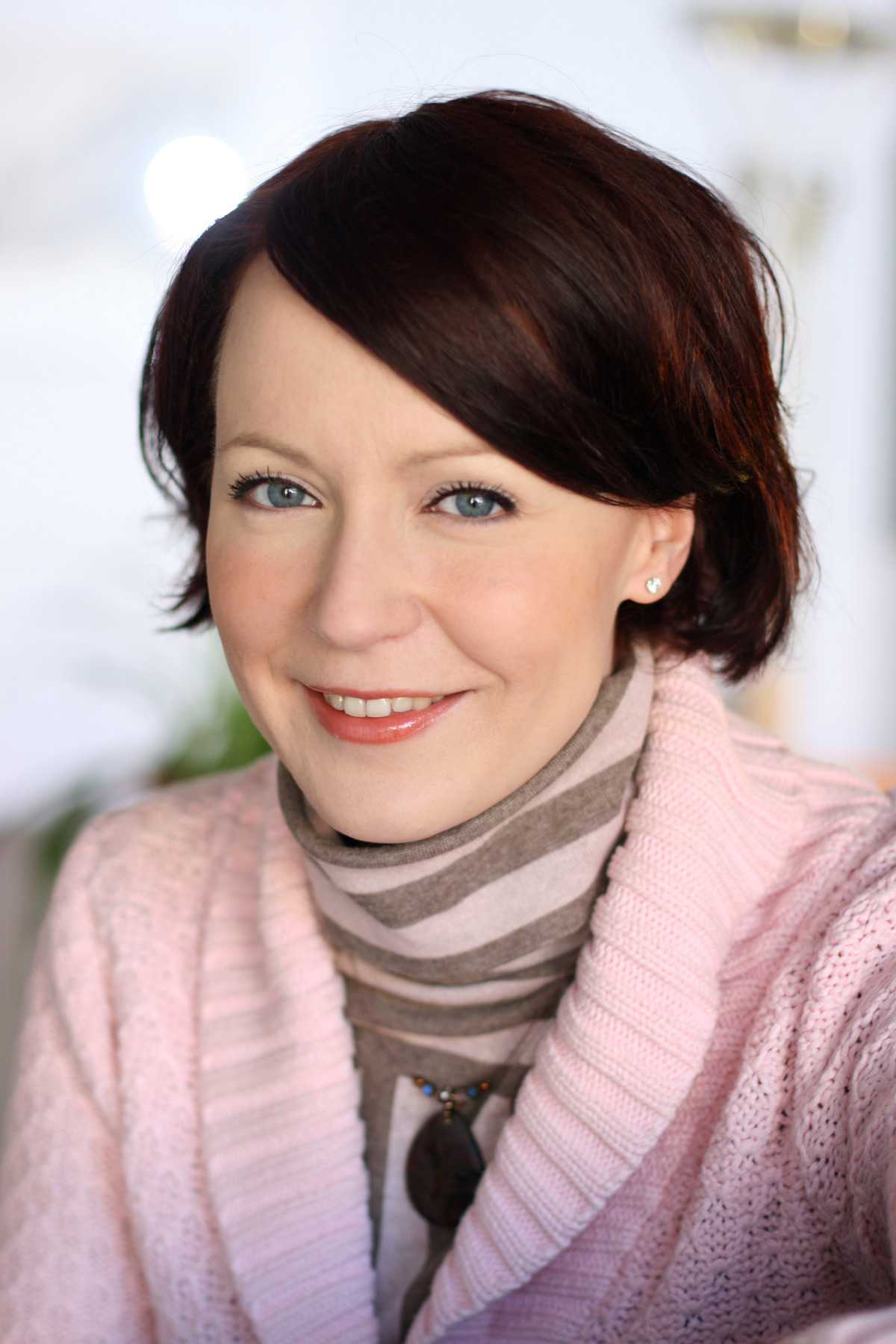
Jenni Haukio, 2008

Jenni Elina Haukio (* 7. April 1977 in Pori, Finnland) ist eine finnische Dichterin und Schriftstellerin.
Haukio schloss 2001 ihr Studium der Politischen Wissenschaften an der Universität Turku ab.
Jenni Haukio hat drei Gedichtbände veröffentlicht. 1999 erschien ihr Début Paitasi on pujahtanut ylleni (Dein Hemd gleitet über mich), mit dem sie den Runo-Kaarina-Wettbewerb gewann. Ihre letzte Gedichtsammlung Sinä kuulet sen soiton (Du hörst die Musik) brachte sie 2009 bei Savukeidas Kustannus heraus. Auf Deutsch liegt davon nichts vor. 2017 hat Haukio die Anthologie Katso pohjoista taivasta mit 367 Gedichten 160 finnischer Schriftsteller herausgegeben.
Sie war Pressechefin der konservativen Nationalen Sammlungspartei.
Haukio trägt den estnischen Orden des Marienland-Kreuzes (2014).
Sie ist seit 2009 mit Sauli Niinistö, seit März 2012 Präsident der Republik Finnland, verheiratet. Am 2. Februar 2018 wurde ihr erstes gemeinsames Kind, ein Junge, geboren.